# René Torres
Antonio René Torres Lobo, nome completo Antonio René Torres Lobo (Mérida, 13 ottobre 1960), è un ex calciatore venezuelano, di ruolo difensore.

## Caratteristiche tecniche
Giocava come difensore laterale destro.

## Carriera

### Club
Torres iniziò la carriera nel 1979, giocando per l'Universidad de Los Andes: nel 1985 passò all'Estudiantes di Mérida, sua città natale. Dal 1985 al 1987 militò nel club, vincendo un titolo nazionale al primo anno; nel 1988 si trasferì al Mineros, con cui vinse il campionato 1988-1989. Passò poi per il Caracas, e nel 1992 era nuovamente tra i ranghi dell'Estudiantes. Nel 1995 disputò la Coppa Libertadores con il Trujillanos, e si ritirò dopo il campionato 1996-1997, giocato con l'Estudiantes.

### Nazionale
Giocò 23 partite tra il 1981 e il 1989. Nel 1983 prese parte al torneo calcistico dei IX Giochi panamericani; nello stesso anno fu convocato per la Copa América 1983, debuttando nel torneo il 4 settembre contro l'Uruguay: in quella gara fu espulso al 70º minuto. In seguito partecipò anche alla Copa América 1987 e alla Copa América 1989, giocando sempre da titolare. Giocò in due edizioni delle qualificazioni al Mondiale: 1986 e 1990.

## Palmarès

### Club

#### Competizioni nazionali
- Campionato venezuelano: 2

Estudiantes: 1985
Mineros: 1988-1989